# Michel Croz
Michel Auguste Croz (Le Tour, 22 april 1830 - Matterhorn (Zermatt), 14 juli 1865) was een Frans berggids en alpinist. Hij kwam om het leven bij de eerste beklimming van de Matterhorn.

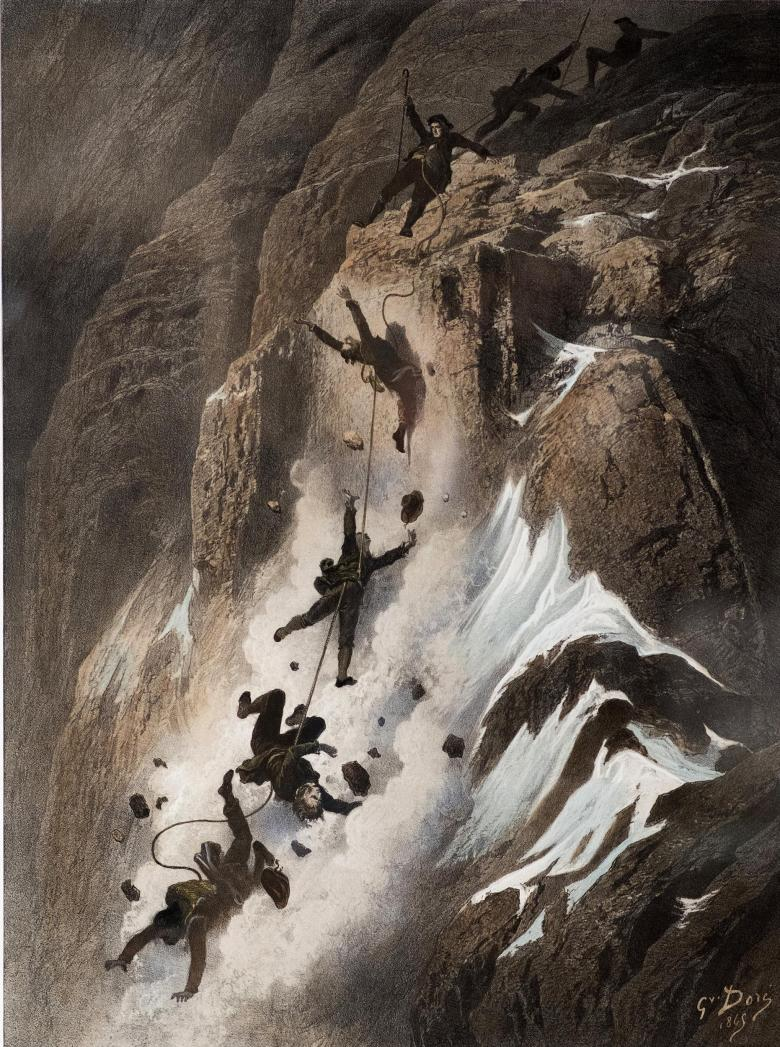
Tekening van het dodelijk ongeval op de Matterhorn door Gustave Doré, 1865.

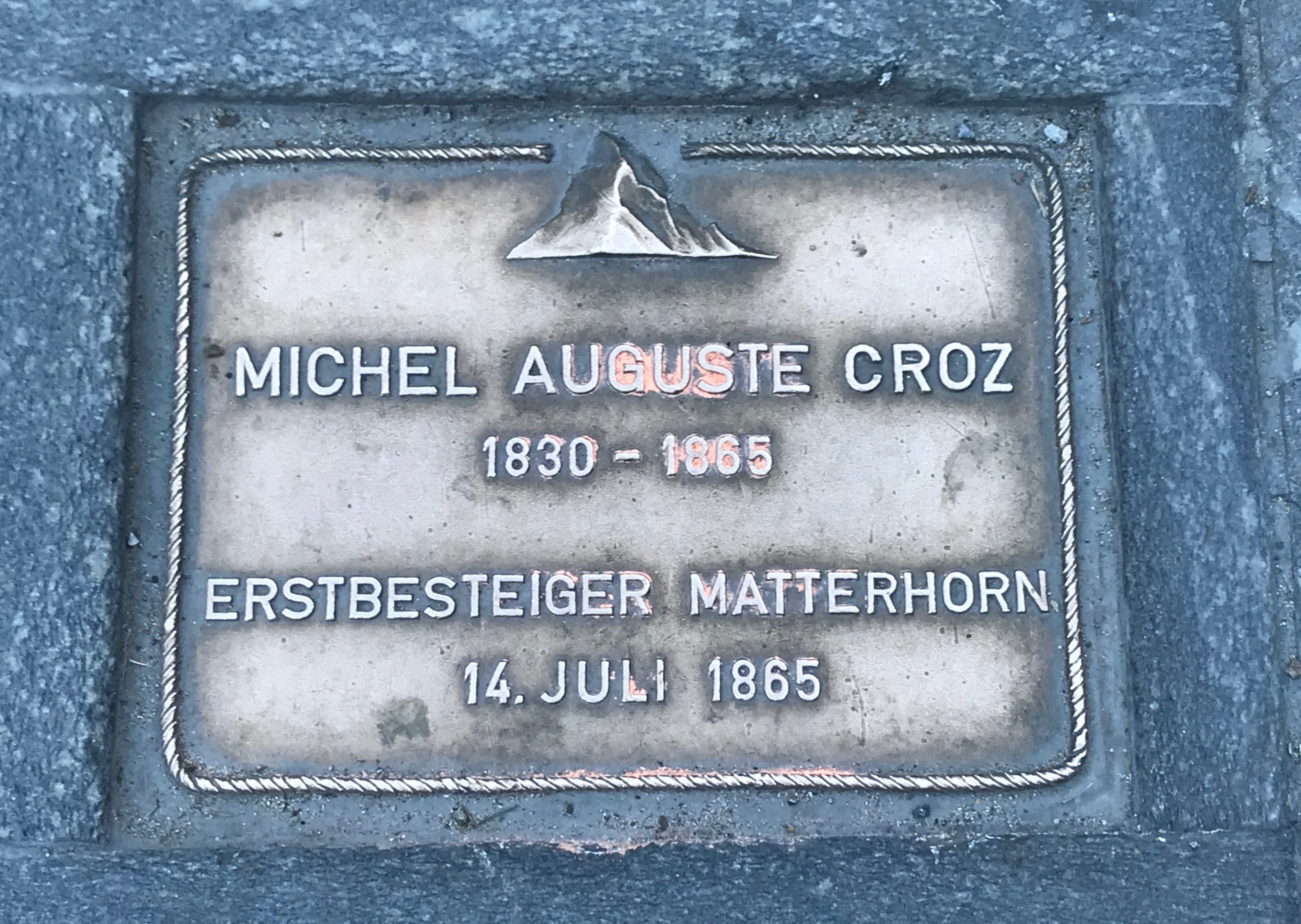
Gedenksteen voor Michel Croz in Zermatt.

## Biografie

### Zwitserse en Franse Alpen
De carrière van Michel Croz als alpinist begin in 1859, toen hij samen met William Mathews de Mont Blanc beklom. Later maakte hij de eerste beklimmingen mee van de Grande Casse, de Monte Viso, de Barre des Écrins en de Aiguille d'Argentière.

### Eerste beklimming van de Matterhorn
In juli 1865, nadat werd vernomen dat Jean-Antoine Carrel de Matterhorn wilde beklimmen langs Italiaanse zijde, besloten Francis Douglas en Whymper om samen met Charles Hudson en Douglas Hadow en hun Franse gids Michel Croz om een poging te wagen de top van de Matterhorn te bereiken. Op 13 juli 1865 om half vijf 's ochtends vertrok de zevenkoppige expeditie, bestaande uit Whymper, Douglas, Hudson en Hadow met hun gidsen Peter Taugwalder, diens gelijknamige zoon en Croz. De expeditie passeerde de Schwarzsee, waar tijdelijk halt werd gehouden. Op dat moment bevond de Italiaanse expeditie van Carrel zich aan de zuidelijke bergzijde op ongeveer 4.000 m hoogte. Daags nadien, op 14 juli 1865, slaagden Hudson en de anderen er echter in om via de Hörnli-route als eersten ooit de top van de Matterhorn te bereiken op 4.478 m hoogte.
Tijdens de beklimming ondervond Hadow technische moeilijkheden, wat Whymper zou hebben doen inzien dat Hadow nog te onervaren zou zijn geweest voor een beklimming zoals die van de Matterhorn. Bij de afdaling liep het echter mis. Onderweg naar beneden kwam Douglas Hadow ten val als tweede in de rij, waarbij hij Francis Douglas en ook Charles Hudson en Michel Croz, die met touw aan elkaar waren verbonden, meesleurde in zijn val. Croz was op dat moment de eerste afdaler, gevolgd door Hadow, Hudson, Douglas, Peter Taugwalder de vader, Whymper en Peter Taugwalder de zoon. Doordat tijdens de val het touw brak tussen Francis Douglas en Peter Taugwalder, wisten Whymper en vader en zoon Taugwalder te overleven. Het viertal viel 1.400 m naar beneden en kwam in de Matterhorngletsjer terecht.
Het lichaam van Michel Croz werd later teruggevonden. Hij werd begraven in Zermatt.